# Safed (fortezza)
La fortezza di Safed (lingua ebraica: צפת, Tzfat; arabo: صفد, Ṣafad), è una costruzione militare sita nell'attuale città israeliana di Safad della quale rimangono solo alcune rovine; era situata su una collina alta 850 m, che dominava la riva occidentale del lago di Tiberiade, a un giorno di marcia da San Giovanni d'Acri.

## Storia
Folco d'Angiò (Re di Gerusalemme dal 1131 al 1143) tra il 1131 e il 1141 fece sostituire una costruzione preesistente dell'XI secolo con un castello che venne donato ai Cavalieri del Tempio nel 1168 dal re di Gerusalemme Amalrico I. I cavalieri lo persero a favore del Saladino e nel 1210 venne completamente distrutto. Fino al 1240 l'area rimase inutilizzata.
Nel 1240, però, Benoît d'Alignan, vescovo di Marsiglia e pellegrino proprio in quell'anno in Terra santa, convinse il Gran Maestro del Tempio, Armand de Périgord, a ricostruire il castello, anche perché i templari avevano appena recuperato il sito.
L'appoggio del vescovo si fece sentire economicamente tramite l'aiuto dei pellegrini e di importanti somme, sembra di 1.100.000 bisanti saraceni. Grazie a tutto ciò la costruzione venne ultimata nel 1243, con una velocità impressionante.
La vita del castello fu breve, poiché nel 1266 il sultano Baybars non riuscendo ad avanzare verso Acri, assediò la fortezza. Nonostante i pesanti danni provocati dalle macchine d'assedio, il castello e i templari resistettero all'azione, costringendo il sultano a trattare. Il negoziatore templare, Lion le Caselier, però, tradendo i propri compagni cavalieri e rinnegando la fede cristiana, fece in modo che i Templari si fidassero delle promesse di Baybars e si arrendessero il 22 luglio 1266. Il sultano, preso quello che era stato uno dei castelli crociati più belli d'Oriente, decise di distruggerlo e lo fece tanto bene che tuttora si fatica a trovare l'esatto perimetro della costruzione e, in particolare, del mastio.

## Struttura
Le fortezze dei Templari rispecchiavano le caratteristiche di quelle dei Cavalieri Ospitalieri; l'impostazione di Safed era ad esempio identica al Krak dei Cavalieri, ovvero con la pianta concentrica. Vi era una doppia cinta difensiva, entrambe di forma ovale, fatta con enormi pietre bugnate e due fossati. La prima cinta muraria, con davanti un primo fossato, aveva una circonferenza di 825 m, era alta 22 m e al vertice aveva uno spessore di 3,30 m. Seguiva ancora un fossato scavato nella roccia e tenuto asciutto, profondo 15,40 m e largo 13,20 m, tra la prima e la seconda cinta. Quest'ultima era alta 28,60 m e quindi si trovava in una posizione ancor più favorevole rispetto a quella esterna, poiché contava su ben 6,60 m di altezza in più. La seconda cinta era inoltre intervallata da sette torri il cui spessore raggiungeva i 4,40 m.

Al centro della costruzione si ergeva un enorme mastio quadrato, con molta probabilità posto sulle basi del castello voluto da Folco d'Angiò.
Come per tutti i castelli del XIII secolo le torri della cinta di mura esterna erano a base rotonda, quelle interne quadrate.

## Vita nel castello
Il mantenimento annuo della fortezza era di 40.000 bisanti saraceni, che permettevano un approvvigionamento di viveri per 1.700 persone, che diventavano 2.200 in tempo di guerra.
Giornalmente la struttura impiegava:
- 50 fratelli cavalieri
- 30 fratelli sergenti
- 50 turcopoli,

tutti dotati di cavalli e di armi, e di:
- 800 arcieri e balestrieri
- circa 800 persone per i lavori e altre incombenze.

Nel castello i Templari realizzavano balestre e quadrelli, che venivano poi utilizzate in battaglia per contrastare la forza delle unità di tiratori musulmani o per la difesa dei castelli durante gli assedi. Lo stesso lavoro era per altro svolto dagli Ospedalieri nel Krak.
Mediamente ogni giorno servivano 12.000 carichi di orzo e grano, mentre il pesce veniva portato dal Giordano, dal mare e dal vicino lago di Tiberiade; inoltre i templari disponevano di mulini a vento, ad acqua e a trazione animale.

L'ampio territorio dominato dal castello comprendeva altre al borgo di Safed, 260 casali abitati in totale da 10.000 persone; nel borgo di Safed si sviluppò un piccolo mercato agricolo proprio grazie alla presenza del castello.

## Funzione religiosa
Il compito per il quale i templari nacquero era quello di proteggere i pellegrini nei loro spostamenti verso i luoghi santi, che richiamavano al Vangelo o alla vita di Cristo. Anche a Safed questo incarico non veniva meno, infatti, i templari, oltre a controllare una vasta area strategica, scortavano i pellegrini che si volevano recare nei luoghi della vita di Cristo ed in particolare alla “Tavola del Signore”, dove Gesù mangiò con i discepoli.
La fortezza inoltre era dotata, come del resto tutte quelle crociate, di una cappella ottagonale, situata nella parte inferiore del mastio e dedicata a San Giorgio.